# Exocentrus nevillei
Exocentrus nevillei là một loài bọ cánh cứng trong họ Cerambycidae.